# Джандільдін Нуримбек Джандільдінович
Нуримбек Джандільдінович Джандільдін (20 серпня 1918, аул Семипалатинської області, тепер Єгіндибулацького сільського округу Карагандинської області, Казахстан — 30 травня 1990, місто Алма-Ата, тепер Алмати, Казахстан) — радянський казахський вчений і партійний діяч, секретар ЦК КП Казахстану. Депутат Верховної ради Казахської РСР 4—6-го скликань. Депутат Верховної ради СРСР 5-го скликання. Кандидат філософських наук (1949), доктор філософських наук (1965), професор (1967), член-кореспондент Академії наук Казахської РСР (із 12.03.1970).

## Життєпис
Народився в селянській родині. Походить з підроду шаншар роду каракесек племені аргин.
Член ВКП(б) з 1940 року
У 1941 році закінчив Казахський державний педагогічний інститут імені Абая.
У 1941 році служив у Червоній армії.
У 1941—1943 роках — завідувач партійного кабінету, завідувач відділу Кувського районного комітету КП(б) Казахстану Карагандинської області.
У 1943—1944 роках — секретар Карагандинського обласного комітету ЛКСМ Казахстану.
У 1944—1946 роках — слухач Вищої партійної школи при ЦК ВКП(б).
У 1946—1949 роках — аспірант Академії суспільних наук при ЦК ВКП(б).
У 1949—1951 роках — завідувач кафедри Республіканської партійної школи та, одночасно, старший науковий співробітник, завідувач сектору філософії Академії наук Казахської РСР.
У 1951—1953 роках — завідувач відділу науки та вузів ЦК КП(б) Казахстану.
У 1953—1955 роках —  завідувач відділу науки та культури ЦК КП Казахстану.
У 1955—1956 роках — завідувач сектору філософії та права Академії наук Казахської РСР.
У 1956—1957 роках — директор Казахського філіалу інституту марксизму-ленінізму (Інституту історії партії при ЦК КП Казахстану).
12 січня 1957 — 11 червня 1965 року — секретар ЦК КП Казахстану з питань ідеології.
У 1965—1967 роках — в. о. академіка-секретаря Президії Академії наук Казахської РСР.
У 1967—1976 роках — ректор Алма-Атинського педагогічного інституту іноземних мов.
З 1976 по 30 травня 1990 року — завідувач кафедри філософії Алма-Атинського інституту інженерів залізничного транспорту.
Помер 30 травня 1990 року в місті Алма-Аті (Алмати).

## Основні праці
- Джандільдін Н. Д. Розквіт культури і науки в Казахстані. Алма-Ата, 1956.
- Джандільдін Н. Д. Комунізм та розвиток національних відносин. Москва: Мысль, 1964.
- Джандільдін Н. Д. Природа національної психології. Алма-Ата, 1971.
- Джандільдін Н. Д. Монолітна єдність народів. Алма-Ата, 1976.
- Джандільдін Н. Д. Єдність міжнародного та національного в психології радянського народу. Алма-Ата: Казахстан, 1989.
- Джандільдін Н. Д. Про деякі питання розвитку національної культури. «Комуніст Казахстану». 1957. № 7.
- Джандільдін Н. Д. Деякі питання міжнародного виховання. «Комуніст». 1959. № 13.

## Нагороди
- орден Трудового Червоного Прапора (3.01.1959)
- ордени
- медалі